# Brian Bowles (lutador)
Brian David Bowles (Charleston, 22 de junho de 1980) é um lutador estadunidense de artes marciais mistas, atualmente compete no Peso Galo. Ele foi campeão do peso-galo do WEC. 

## Carreira no MMA

### Começo da carreira
Bowles começou sua carreira em organização regionais, conseguindo duas interrupções no primeiro round e acumulando o recorde invicto de 3-0.

### World Extreme Cagefighting
Em suas duas primeiras lutas pela organização, ele finalizou Charlie Valencia com um mata leão e nocauteou Marcos Galvão no WEC 31 com uma enxurrada de socos que atordoaram seu oponente e um forte cruzado de direita para finalizar, ambas acabando nos primeiros minutos do segundo round.
No WEC 35 ele finalizou um dos lutadores no topo da categoria dos galos Damacio Page com uma guilhotina no primeiro round, encaixando a finalização com seu adversário ainda em pé. E no fim de 2008 Bowles conseguiu mais uma vitória notável na organização, derrotando Will Ribeiro (que tinha o cartel de 10-1) no terceiro round novamente com uma guilhotina, no WEC 37. Ele era esperado para lutar no WEC 40 contra Miguel Torres, mas foi forçado a se retirar da luta com uma lesão, e foi substituído pelo top 10 da categoria Takeya Mizugaki. Torres defendeu com sucesso seu cinturão contra Mizugaki.
Torres e Bowles se enfrentaram no WEC 42 em 9 de Agosto de 2009 no Hard Rock Hotel and Casino em Las Vegas, Nevada. Bowles derrotou Torres por nocaute no primeiro round para se tornar o Campeão Peso Galo do WEC.
Bowles fez sua primeira defesa de título contra Dominick Cruz em 6 de Março de 2010 no WEC 47. Bowles perdeu por interrupção médica ao fim do segundo round porque quebrou sua mão.
Bowles era esperado para enfrentar Wagnney Fabiano em 11 de Novembro de 2010 no WEC 52. Porém, Bowles foi forçado a se retirar do card com uma lesão no pé.

### Ultimate Fighting Championship
Em 28 de Outubro de 2010, o World Extreme Cagefighting fundiu-se com o Ultimate Fighting Championship. Como parte da fusão, todos os lutadores do WEC se transferiram para o UFC.
Bowles enfrentou o ex-oponente Damacio Page em 3 de Março de 2011 no UFC Live: Sanchez vs. Kampmann. Em o que Joe Rogan descreveu como "um cometa que se aproxima a cada 1.000 anos", Bowles derrotou Page com uma guilhotina aos 3:30 do primeiro round, da mesma forma e exatamente ao mesmo tempo que derrotou Page no primeiro confronto.
Bowles enfrentou Takeya Mizugaki em 2 de Julho de 2011 no UFC 132. Ele venceu por decisão unânime, marcando a primeira vez em que foi para a decisão em sua carreira.
Bowles enfrentou Urijah Faber em 19 de Novembro de 2011 no UFC 139. Ele perdeu a luta por finalização no segundo round.
Bowles enfrentou George Roop em 25 de Maio de 2013 no UFC 160. Bowles perdeu por nocaute técnico no segundo round.
Com as duas derrotas seguidas, Bowles foi demitido do UFC no dia 2 de março de 2015.

## Campeonatos e realizações
- World Extreme Cagefighting
  - Campeão Peso Galo do WEC (Uma vez)
  - Nocaute da Noite (Uma vez)
  - Finalização da Noite (Duas Vezes)
- Ultimate Fighting Championship
  - Finalização da Noite (Uma vez)

## Cartel no MMA
| Cartel no MMA   |             |            |
| 13 lutas        | 10 vitórias | 3 derrotas |
| Por nocaute     | 3           | 2          |
| Por finalização | 6           | 1          |
| Por decisão     | 1           | 0          |

| Res.    | Cartel | Oponente         | Método                               | Evento                          | Data       | Round | Tempo | Local                | Notas                                                 |
| ------- | ------ | ---------------- | ------------------------------------ | ------------------------------- | ---------- | ----- | ----- | -------------------- | ----------------------------------------------------- |
| Derrota | 10-3   | George Roop      | Nocaute Técnico (socos)              | UFC 160: Velasquez vs. Silva II | 25/05/2013 | 2     | 1:43  | Las Vegas, Nevada    |                                                       |
| Derrota | 10-2   | Urijah Faber     | Finalização (guilhotina)             | UFC 139: Shogun vs. Henderson   | 19/11/2011 | 2     | 1:27  | San Jose, California | Pela chance de disputar o Título dos Galos.           |
| Vitória | 10-1   | Takeya Mizugaki  | Decisão (unânime)                    | UFC 132: Cruz vs. Faber         | 02/07/2011 | 3     | 5:00  | Las Vegas, Nevada    |                                                       |
| Vitória | 9-1    | Damacio Page     | Finalização Técnica (guilhotina)     | UFC Live: Sanchez vs. Kampmann  | 03/03/2011 | 1     | 3:30  | Louisville, Kentucky | Finalização da Noite.                                 |
| Derrota | 8-1    | Dominick Cruz    | Nocaute Técnico (interrupção médica) | WEC 47: Bowles vs. Cruz         | 06/03/2010 | 2     | 5:00  | Columbus, Ohio       | Perdeu o Cinturão Peso Galo do WEC.                   |
| Vitória | 8-0    | Miguel Torres    | Nocaute (socos)                      | WEC 42: Torres vs. Bowles       | 09/08/2009 | 1     | 3:57  | Las Vegas, Nevada    | Ganhou o Cinturão Peso Galo do WEC. Nocaute da Noite. |
| Vitória | 7-0    | Will Ribeiro     | Finalização (guilhotina)             | WEC 37: Torres vs. Tapia        | 03/12/2008 | 3     | 1:11  | Las Vegas, Nevada    | Finalização da Noite.                                 |
| Vitória | 6-0    | Damacio Page     | Finalização (guilhotina)             | WEC 35: Condit vs. Miura        | 03/08/2008 | 1     | 3:30  | Las Vegas, Nevada    | Finalização da Noite.                                 |
| Vitória | 5-0    | Marcos Galvão    | Nocaute (soco)                       | WEC 31: Faber vs. Curran        | 12/12/2007 | 2     | 2:09  | Las Vegas, Nevada    |                                                       |
| Vitória | 4-0    | Charlie Valencia | Finalização (mata-leão)              | WEC 28: Faber vs. Farrar        | 03/06/2007 | 2     | 2:33  | Las Vegas, Nevada    |                                                       |
| Vitória | 3-0    | Shane Weinischke | Finalização (mata-leão)              | ISCF - Invasion                 | 09/02/2007 | 1     | 1:38  | Atlanta, Georgia     |                                                       |
| Vitória | 2-0    | Charles Nutt     | Nocaute Técnico (socos)              | Wild Bill's Fight Night 4       | 08/09/2006 | 1     | 4:28  | Duluth, Georgia      |                                                       |
| Vitória | 1-0    | Tim Honeycutt    | Finalização (mata-leão)              | Wild Bill's Fight Night 2       | 12/05/2006 | 3     | 4:55  | Duluth, Georgia      |                                                       |